# Xã Three Lakes, Quận Redwood, Minnesota
Xã Three Lakes (tiếng Anh: Three Lakes Township) là một xã thuộc quận Redwood, tiểu bang Minnesota, Hoa Kỳ. Năm 2010, dân số của xã này là 194 người.